# Stainboy
Stainboy es el título que reciben 6 cortometrajes de dibujos animados realizados por Tim Burton en el año 2000. Fueron lanzados directamente a Internet y el reparto cuenta con la voz de Lisa Marie Smith, Glenn Shadix y Will Amato.

## Sinopsis
El chico mancha (Stainboy) es un superhéroe cuyo "poder" es dejar manchas... Sin embargo, su corrupto jefe le sigue mandando las misiones más extrañas, a pesar de su visible torpeza.

## Personajes
Del libro escrito por Burton La melancólica muerte del Chico Ostra, Burton recupera a los personajes Chico Mancha, Chica Mirona, Chico Tóxico, Chico Cabeza de Bolo, Chico Robot y Chica Cerilla para la serie.

## Episodios de la serie
1. "The Girl Who Stares"
2. "The Toxic Boy"
3. "The Bowling Ball"
4. "The Robot Boy"
5. "The Match Girl"
6. "Stainboy's Day Off"